# 2013년 시카고 영화 비평가 협회상
제26회 시카고 비평가 협회상은 2013년 12월 16일에 열린 시상식이다.

## 수상 및 후보

### 작품상
- 노예 12년 - 스티브 맥퀸 수상
- 아메리칸 허슬 - 데이빗 O. 러셀
- 그래비티 - 알폰소 쿠아론
- 허 - 스파이크 존즈
- 인사이드 르윈 - 조엘 코엔 외 1명

### 감독상
- 노예 12년 - 스티브 맥퀸 수상
- 인사이드 르윈 - 조엘 코엔 외 1명
- 그래비티 - 알폰소 쿠아론
- 허 - 스파이크 존즈
- 아메리칸 허슬 - 데이빗 O. 러셀

### 남우주연상
- 노예 12년 - 치웨텔 에지오포 수상
- 캡틴 필립스 - 바크하드 압디
- 스프링 브레이커스 - 제임스 프랭코
- 이너프 세드 - 제임스 갠돌피니
- 달라스 바이어스 클럽 - 자레드 레토

### 여우주연상
- 블루 재스민 - 케이트 블란쳇 수상
- 그래비티 - 산드라 블록
- 가장 따뜻한 색, 블루 - 아델 에그자르코풀로스
- 숏텀 12 - 브리 라슨
- 어거스트: 오세이지 카운티 - 메릴 스트립

### 남우조연상
- 달라스 바이어스 클럽 - 자레드 레토 수상
- 캡틴 필립스 - 바크하드 압디
- 노예 12년 - 마이클 패스벤더
- 스프링 브레이커스 - 제임스 프랭코
- 이너프 세드 - 제임스 갠돌피니

### 여우조연상
- 노예 12년 - Lupita Nyong'o 수상
- 허 - 스칼릿 조핸슨
- 아메리칸 허슬 - 제니퍼 로렌스
- 가장 따뜻한 색, 블루 - 레아 세이두
- 네브래스카 - 준 스큅

### 각본상
- 허 - 스파이크 존즈 수상
- 아메리칸 허슬 - 에릭 워렌 싱어
- 블루 재스민 - 우디 앨런
- 인사이드 르윈 - 조엘 코엔 외 1명
- 네브래스카 - 밥 넬슨

### 각색상
- 노예 12년 - 존 리들리 수상
- 어거스트: 오세이지 카운티 - Tracey Letts
- 비포 미드나잇 - 리처드 링클레이터 외 2명
- 필로메나 - 스티브 쿠건 외 1명
- 더 울프 오브 월 스트리트 - Terrence Winter

### 외국어영화상
- 액트 오브 킬링 - 조슈아 오펜하이머 수상
- 가장 따뜻한 색, 블루 - 압델라티프 케시시
- 더 헌트 - 토마스 빈터베르그
- 와즈다 - 하이파 알 만수르
- 바람이 분다 - 미야자키 하야오

### 다큐멘터리상
- 액트 오브 킬링 - 조슈아 오펜하이머 수상
- 트웬티 피트 프럼 스타덤 - 모건 네빌
- 암스트롱 라이 - 알렉스 기브니
- 블랙피쉬 - 가브리엘라 코우퍼스웨이트
- 우리가 들려줄 이야기 - 사라 폴리

### 애니메이션상
- 바람이 분다 - 미야자키 하야오 수상
- 크루즈 패밀리 - 커크 드 미코 외 1명
- 코쿠리코 언덕에서 - 미야자키 고로
- 겨울왕국 - 크리스 벅
- 몬스터 대학교 - 댄 스캔론

### 촬영상
- 그래비티 - 엠마누엘 루베즈키 수상
- 노예 12년 - 숀 밥빗
- 허 - 호이트 반 호이테마
- 인사이드 르윈 - 브루노 델보넬
- 프리즈너스 - 로저 디킨스

### 음악상
- 허 - Arcade Fire 수상
- 노예 12년 - 한스 짐머
- 백설공주 - Alfonso de Vilallongo
- 그래비티 - 스티븐 프라이스
- 스프링 브레이커스 - 클리프 마르티네즈 외 1명

### 편집상
- 그래비티 - 알폰소 쿠아론 외 1명 수상
- 노예 12년 - 조 월커
- 아메리칸 허슬 - 알란 바움가르텐 외 2명
- 업스트림 컬러 - 쉐인 카루스 외 1명
- 더 울프 오브 월 스트리트 - 마틴 스코세이지

### 미술상
- 그래비티 - 마크 스크러튼 외 1명 수상
- 노예 12년
- 위대한 개츠비
- 허
- 인사이드 르윈

### 유망연출상
- 숏텀 12 - 데스틴 크리튼 수상
- 인 어 월드... - 레이크 벨
- 오스카 그랜트의 어떤 하루 - 라이언 쿠글러
- 돈 존 - 조셉 고든 레빗
- 액트 오브 킬링 - 조슈아 오펜하이머

### 유망연기상
- 가장 따뜻한 색, 블루 - 아델 에그자르코풀로스 수상
- 캡틴 필립스 - 바크하드 압디
- 42 - 채드윅 보스만
- 노예 12년 - Lupita Nyong'o
- 머드 - 타이 쉐리던